# 宏观经济学 (教科书)
《宏观经济学》（英语：Macroeconomics）是美国经济学家格里高利·曼昆所著的宏观经济学教材，是继曼昆所著经济学原理一书之后的又一本广受欢迎的经济学教材。
该书主要介绍古典主义经济学框架与凯恩斯主义框架的观点，概括了20世纪经济学的全貌。

## 中文版
- [美]格里高利·曼昆著，卢远瞩译 《宏观经济学》(经济科学译丛)  中国人民大学出版社  2016年8月